# Едвард Браян Дейвіс
Е́двард Бра́ян Де́йвіс (англ. Edward Brian Davies; 13 червня 1944 — 2 червня 2025) — професор математики в Лондонському королівському коледжі, автор понад двох сотень наукових статей, п'яти монографій і науково-популярної книги «Наука у дзеркалі: що насправді знають науковці» (Science in the Looking Glass: What do Scientists Really Know).

## Біографія
Дейвіс навчався в Уельсі, де його батько був вчителем математики. Потім він закінчив Оксфордський університет, де залишився, щоб захистити докторську дисертацію на тему «Деякі проблеми функціонального аналізу» (1968).
Після двох років в США, в Принстоні та Массачусетському технологічному інституті, він отримав постійну посаду в Оксфорді, де з 1973 року читав лекції з математики.
В 1981 році Дейвіс був призначений професором математики в Лондонському королівському коледжі, в якому з 1990 по 1993 займав посаду голови кафедри математики.
1998 року отримав Головну премію Бревіка
З 2008 по 2009 рік був президентом Лондонського математичного товариства. Офіційно пішов на пенсію в 2010 році.

## Наукові погляди
Є запеклим антиплатоністом. Його стаття «Нехай платонізм помре» (Let platonism die), опублікована в 2007 році, викликала чималу дискусію 
.

## Зовнішні посилання
- Математична генеалогія Браяна Дейвіса [Архівовано 4 березня 2016 у Wayback Machine.]